# C2 Proficiency

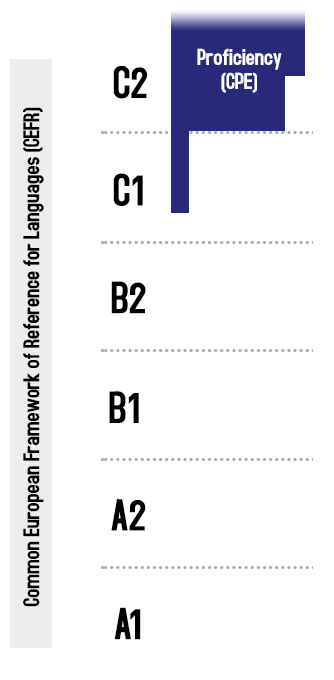
Comparación entre el examen Cambridge English: Proficiency y el Marco Común Europeo de Referencia para las Lenguas.

El Certificate of Proficiency in English es el nivel más alto que ofrecen los exámenes ESOL de Cambridge, y equivale al nivel C2 del Marco Común Europeo de Referencia para las lenguas. Implica la capacidad del candidato de expresarse en inglés en cualquier contexto, y supone un nivel de inglés equivalente al de un nativo.

## Estructura del examen
El examen consta de 4 partes:
- Reading (comprensión lectora) y Use of English (gramática y vocabulario): Aunque estas dos partes se hacen conjuntamente y el candidato puede decidir cuánto tiempo dedicar a cada una, a efectos prácticos son dos partes diferenciadas cada una con un 20 % del peso total del examen. El Reading evalúa comprensión lectora de diferentes textos. El Use of English evalúa gramática y vocabulario. Esta sección tiene una duración de 1 hora y 30 minutos.
- Writing (expresión escrita): Consiste en la redacción de dos textos sobre temas específicos. Esta prueba tiene una duración de 1 hora y 30 minutos.
- Listening (comprensión oral): Consiste en responder una serie de preguntas acerca de una grabación, que puede ser un diálogo, una información radiofónica, etcétera. Tiene una duración de 40 minutos, aproximadamente.
- Speaking (expresión oral): Generalmente esta sección la realizan dos candidatos frente a dos examinadores. Consiste en conversar con el otro candidato o con el examinador, o bien en exponer un tema determinado. Tiene una duración de 19 minutos.

Cada parte tiene un peso final de 20 % sobre la nota final. Para aprobar es totalmente indiferente la distribución de notas en cada parte siempre y cuando la media final esté aprobada.

## Partes del examen
Cada parte del examen citada anteriormente se divide asimismo en una serie de pruebas.
| Paper 1A: Reading | Paper 1A: Reading                         | Paper 1A: Reading | Paper 1A: Reading     | Paper 1A: Reading                 |
| Prueba            | Material                                  | Tipo de actividad | Número de actividades | Número de puntos 18 puntos        |
| ----------------- | ----------------------------------------- | --- | --------------------- | --------------------------------- |
| 1                 | 1 texto largo.                            | 6 preguntas sobre el texto de opción A, B, C o D. Evalúan la comprensión general del texto.                                                                                      | 6                     | 2 puntos por actividad. 12 puntos |
| 2                 | 1 texto largo con 7 espacios en blanco.   | Se ofrecen 8 párrafos, de los cuales habrá que elegir los 7 cuyo significado y estructura cuadren en los espacios en blanco. Se evalúa la estructura del texto y su significado. | 7                     | 2 puntos por actividad. 14 puntos |
| 3                 | 5 textos cortos basados en el mismo tema. | Se ofrecen 10 afirmaciones y se debe asociar cada afirmación con un texto. | 10                    | 1 punto por actividad. 10 puntos  |
|                   |                                           | Total | 23                    | 36                                |

| Paper 1B: Use of English | Paper 1B: Use of English                 | Paper 1B: Use of English | Paper 1B: Use of English | Paper 1B: Use of English          |
| Prueba                   | Material                                 | Tipo de actividad | Número de actividades    | Número de puntos                  |
| ------------------------ | ---------------------------------------- | --- | ------------------------ | --------------------------------- |
| 1                        | 1 texto corto con 8 espacios en blanco.  | El candidato deberá completar los espacios con una palabra a elegir entre 4 opciones A, B, C o D. | 8                        | 1 punto por actividad. 8 puntos   |
| 2                        | 1 texto corto con 8 espacios en blanco.  | El candidato deberá completar los espacios con una palabra, siendo esta de su invención dado que no es una pregunta de opción múltiple. Se evalúa principalmente la gramática.                                                        | 8                        | 1 puntos por actividad. 8 puntos  |
| 3                        | 1 texto corto con 8 espacios en blanco.  | Se ofrece una palabra para cada espacio, debiendo el candidato derivar dicha palabra de forma que cuadre con el significado y estructura del texto propuesto. Evalúa la capacidad del candidato de formar palabras.                   | 8                        | 1 puntos por actividad. 8 puntos  |
| 4                        | 6 frases que requieren ser reelaboradas. | El candidato debe escribir una frase que tenga el significado más parecido posible a la original. Utilizando de 3 a 8 palabras incluyendo la palabra que se expone sin modificarla. Esta prueba evalúa el vocabulario y la gramática. | 6                        | 2 puntos por actividad. 12 puntos |
|                          |                                          | Total | 30                       | 36                                |

| Paper 2: Writing | Paper 2: Writing | Paper 2: Writing   | Paper 2: Writing | Paper 2: Writing |
| Prueba           | Tipo de actividad | Número de palabras | Número de puntos |                  |
| ---------------- | --- | ------------------ | ---------------- | ---------------- |
| 1                | Se exponen 2 textos cortos sobre un mismo tema. El candidato debe escribir un ensayo comparando ambos textos, dar su opinión personal y extraer conclusiones. Es crucial que el candidato no repita las palabras de los textos originales sino que utilice sus propias palabras.                                                                               | 240-280            | 20 puntos        |                  |
| 2                | En esta prueba el candidato podrá elegir una entre tres opciones generales (que podrán consistir en un artículo, una carta, una proposición, un informe o una crítica de un libro o película), o elegir una entre dos opciones específicas (cada opción contiene preguntas sobre un libro concreto, determinado de antemano en las bases del examen cada año). | 280-320            | 20               |                  |
|                  | Total |                    | 40               |                  |

| Paper 3: Listening | Paper 3: Listening                                           | Paper 3: Listening                                                                                                 | Paper 3: Listening    | Paper 3: Listening                |
| Prueba             | Material                                                     | Tipo de actividad                                                                                                  | Número de actividades | Número de puntos                  |
| ------------------ | ------------------------------------------------------------ | --- | --------------------- | --------------------------------- |
| 1                  | 3 grabaciones de extensión corta.                            | 2 preguntas de opción A, B o C por cada grabación. Evalúan la comprensión de la información.                       | 6                     | 1 punto por actividad. 6 puntos   |
| 2                  | 1 grabación más larga, generalmente consiste en un monólogo. | 9 frases para completar con una palabra o frase corta con la información proporcionada en la grabación.            | 9                     | 1 puntos por actividad. 9 puntos  |
| 3                  | 1 diálogo, generalmente una entrevista.                      | 5 preguntas de opción A, B, C o D cada una. Se evalúa la comprensión de la grabación.                              | 5                     | 1 puntos por actividad. 5 puntos  |
| 4                  | 5 monólogos cortos.                                          | Se ofrecen 2 preguntas, cada una con 8 opciones. Para cada monólogo se deben contestar a ambas preguntas a la vez. | 10                    | 1 puntos por actividad. 10 puntos |
|                    |                                                              | Total | 30                    | 30                                |

| 1 | Conversación entre el examinador y cada uno de los candidatos sobre cuestiones generales, como sus aficiones o su dedicación profesional. Son preguntas individuales. | 3 minutos  |
| 2 | El examinador muestra 5 fotos. Hace una pregunta y restringe la respuesta a solo 2 fotos. Ambos candidatos deben responder conjuntamente durante 1 minuto. Seguidamente, el examinador hace una pregunta diferente que también debe ser respondida conjuntamente por los candidatos. En esta ocasión los candidatos deben hablar de todas las fotos mostradas durante 3 minutos. | 4 minutos  |
| 3 | A cada candidato se le presenta una tarjeta que contiene una pregunta y 3 posibles caminos para contestarla. Tiene 2 minutos para exponer su respuesta. Tras esos 2 minutos el examinador lanza una pregunta relacionada con el tema al candidato que no ha hecho la exposición, y después la misma pregunta al candidato que ha hecho la exposición. Después el examinador lanza preguntas abiertas relacionadas con el tema de la última exposición. A diferencia de la 'Parte 1', estas preguntas no son personalizadas, y los candidatos deben conversar mutuamente mientras responden. | 12 minutos |
|   | Total | 19         |

## Evaluación del examen
El tratamiento de los puntos de cada parte del examen se realiza de forma que cada parte valga 40 puntos. Así, el número total de puntos es de 200, que, dividido entre 2, ofrece un porcentaje que constituye la calificación final del candidato.
Para aprobar el examen, el candidato necesita haber acertado como mínimo el 60% del total del examen.
En todas aquellas pruebas que se requiera escribir una palabra, se consigue puntuación total si la palabra esta perfectamente escrita y media puntuación si la palabra es correcta pero hay un fallo de ortografía.
En la prueba de refrasear oraciones se establece un punto medio en la solución. Si de ese punto hacia la izquierda está todo perfectamente escrito se otorga un punto, y de forma análoga hacia la derecha pudiendo conseguir 2 puntos si la solución está perfecta.
En el Speaking se evalúan 6 aptitudes y la nota final es la media de las 6. Son: Gramática, Vocabulario, Control del Discurso, Pronunciación, Comunicación Interactiva con el compañero y evaluación global. Las 5 primeras aptitudes son evaluadas por el examinador asesor (el que no habla con los candidatos) y la última aptitud la evalúa el examinador interlocutor.

## Títulos de inglés general de ESOL de Cambridge
- Key (KET - Key English Test): Nivel Básico (A2 en el Marco común europeo de referencia para las lenguas (MCERL))
- Preliminary (PET - Preliminary English Test): Nivel Intermedio (B1 en el MCERL)
- First (FCE - First Certificate in English): Nivel Intermedio-alto (B2 en el MCERL)
- Advanced (CAE - Certificate in Advanced English): Nivel Avanzado (C1 en el MCERL)
- Proficiency (CPE - Certificate of Proficiency in English): Nivel Profesional (C2 en el MCERL)

- Datos: Q2572632